# Я всё ещё знаю, что вы сделали прошлым летом
«Я всё ещё знаю, что вы сделали прошлым летом» (англ. I Still Know What You Did Last Summer) — американо-мексиканский фильм ужасов режиссёра Дэнни Кэннона по сценарию Трея Кэллоуэя, продолжение фильма «Я знаю, что вы сделали прошлым летом» 1997 года. К своим ролям вернулись Дженнифер Лав Хьюитт, Фредди Принц-младший и Мьюз Уотсон, также в фильме сыграли Брэнди Норвуд, Мехи Файфер, Мэттью Сеттл и Дженнифер Эспозито. Действие происходит спустя год после событий первого фильма: Джули и её подруга Карла выигрывают путёвку на Багамы — во время их отдыха на курортный остров обрушивается шторм, а главные героини и их друзья становятся целью безумного маньяка по прозвищу Рыбак — Бен Уиллис вернулся, чтобы убить Джули. Премьера фильма состоялась 15 ноября 1998 года — картина провалилась в прокате и получила преимущественно негативные отзывы критиков. Третий фильм серии «Я всегда буду знать, что вы сделали прошлым летом» вышел сразу-на-видео в 2006 году.

## История

### Аннотация
Аннотация лицензионного российского издания от «ВидеоСервис»:
Джули Джеймс так и не смогла пережить ужас прошлого лета. Хотя жестокий маньяк был убит, его тело не было найдено. Тень мрачного мстителя продолжает преследовать девушку в кошмарных видениях. Чтобы избавиться от страшных воспоминаний, Джули с друзьями отправляется на живописный тропический остров. Они надеются провести здесь несколько прекрасных дней, но… Райский уголок оказывается настоящим адом. Надвигается шторм, и последний катер с туристами уже отчалил от берега. Опустевшая сцена готова для кровавого спектакля. За туманной пеленой дождя Джули снова увидела зловещую фигуру того, кто все еще знает, что она сделала прошлым летом…

### Сюжет
Прошёл год после серии страшных убийств. Джули Джеймс учится в колледже. Она живёт в общежитии вместе со своей подругой Карлой Уилсон, но по-прежнему не может забыть о Рыбаке, который постоянно является к ней в кошмарах. Карла предлагает Джули развеяться и отдохнуть. Вскоре им помогает случай: девушкам звонят с радиостанции и предлагают принять участие в конкурсе, главный приз в котором — бесплатные билеты на Багамские острова. Надо лишь назвать столицу Бразилии. Ответа они не знают, но им на глаза попадается банка с кофе, где написано Рио-де-Жанейро — они дают ответ и выигрывают билеты, несмотря на то, что столица Бразилии — Бразилиа. Джули приглашает Рэя составить ей компанию, но юноша отказывается. Тогда Карла и её бойфренд Тайрелл уговаривают Джули поехать вместе с Уиллом, давно влюблённым в Джули. Рэй меняет своё решение тем же вечером — он собирается отправиться на остров. Но по дороге на него нападает Бен, убив коллегу Рэя, Дэйва. Бен скрывается с места, уверенный, что Рэй тоже мёртв.
Приехав на остров, ребята узнают, что туристический сезон уже закончился и, кроме них, отдыхающих больше не будет. К тому же надвигается шторм, из-за которого компании с острова не выбраться. Ребята весело проводят время, пока в караоке-баре на экране не появляется надпись «Я всё ещё знаю, что вы сделали прошлым летом». Джули впадает в панику и возвращается в свой номер. В это самое время на причале объявляется маньяк Бен Уиллис. Он убивает смотрителя пристани Дерика и уборщицу Ольгу. Вскоре Джули находит тело Дерика в своём шкафу. Девушка возвращается к друзьям, чтобы рассказать им о находке — однако, когда группа поднимается в номер, тела в нём уже нет. Менеджер отеля мистер Брукс отказывается верить истории Джули. Рэй приходит в себя и в полной решимости спасти Джули отправляется на остров. Бен убивает ещё одного сотрудника отеля по имени Титус.
Вскоре герои находят тела Ольги, Титуса и мистера Брукса, а также сломанную радиосистему. Ребята отправляются в комнату одного из служащих отеля, Эстеса, и находят куклы вуду, напоминающие их самих. В этот момент появляется Эстес и пытается убедить, что пытался таким образом их защитить. Он рассказывает героям, что у Бена и его жены Сары было двое детей — сын и дочь. Бен убил Сару, узнав, что она ему изменяет. Через некоторое время группа разделяется — Уилл отправляется на поиски пропавшего Эстеса. Тем временем Рэй находит лодку, чтобы добраться до острова. Джули, Карла и Тайрелл находят бармена Нэнси, которая пряталась на кухне.
Бен появляется на кухне и убивает Тайрелла. Девушки поднимаются на чердак — там Карла пытается безуспешно атаковать убийцу, Джули и Нэнси спасают подругу. Героини оказываются в убежище на время шторма, где находят тела убитых маньяком жертв. Появляется Уилл — он отводит всех обратно в отель, сказав, что видел Бена на пляже. В отеле раненый Уилл говорит, что Эстес напал на него. Карла и Нэнси отправляются на поиск аптечки — появляется Бен и убивает Нэнси, а затем нападает на Карлу. Неожиданно Уилл говорит голосом радиоведущего, и Джули понимает, что он заманил их на этот остров.
Уилл приводит Джули на кладбище, где признаётся, что он — сын Бена. Появляется сам убийца с крюком и нападает на Джули, но её спасает прибывший на остров Рэй. Между ним и Уиллом завязывается драка. Пытаясь зарезать Рэя, Бен случайно убивает Уилла. В этот момент Джули стреляет в Бена. Рэй и Джули возвращаются в отель, где встречают выжившую Карлу. Через некоторое время появляется команда спасателей.
Некоторое время спустя Рэй и Джули живут вместе. Они готовятся ко сну — пока Рэй чистит зубы в ванной, дверь за ним закрывается. Джули сидит на краю кровати, глядя в зеркало, и видит в отражении, что под кроватью прячется Бен. Он хватает девушку своим крюком за ногу, и затаскивает под кровать. Финал картины оставляет открытым судьбу героев — как и эпилог первого фильма.

## В ролях
| Актёр                | Роль                                  |
| -------------------- | ------------------------------------- |
| Дженнифер Лав Хьюитт | Джули Джеймс Татьяна Аксюта           |
| Фредди Принц-младший | Рэй Бронсон Сергей Быстрицкий         |
| Брэнди Норвуд        | Карла Уилсон Елена Борзунова          |
| Мехи Файфер          | Тайрелл Мартин Владимир Вихров        |
| Мэттью Сеттл         | Уилл Бенсон Иван Агапов               |
| Дженнифер Эспозито   | Нэнси                                 |
| Мьюз Уотсон          | Бен Уиллис / «Рыбак» Дальвин Щербаков |
| Билл Коббс           | Эстес Рогволд Суховерко               |
| Джеффри Комбс        | Мистер Брукс Андрей Гриневич          |
| Джек Блэк            | Титус Телеско Сергей Чекан            |

## Производство

Слева-направо:
Юноши: Уилл (Мэттью Сэттл), Рей (Фредди Принц-Младший), Тайрелл (Мекхи Файфер).
Девушки: Карла (Брэнди Норвуд), Джули (Дженнифер Лав Хьюитт).

### Режиссура
Увидев готовую версию фильма «Я знаю, что вы сделали прошлым летом» боссы студии решили выпустить продолжение ровно через год после выхода картины; таким образом, у команды было 9 месяцев на то, чтобы снять сиквел. Джиму Джиллеспи предложили вновь стать режиссёром: вначале он согласился, однако покинул проект, когда стало понятно, что его взгляд на сюжет сиквела расходится с желаниями студии; Джиллеспи, в том числе, настаивал на том, чтобы в сиквеле, как и в первой части, было мало кровавых сцен. 
Режиссёр Майк Мендес предложил студии своё видение продолжения, его но идею отвергли. По сюжету, Джули поступила в колледж и рассталась с Рэем, чем вызвала огромную ревность, граничащую с одержимостью и агрессией со стороны юноши; вскоре начинают происходить таинственный убийства, якобы совершённые Рыбаком — Беном Уиллисом, но Джули сомневается в этом и подозревает Рэя. Финал разворачивается в огромной комнате смеха с зеркалами, а Джули узнаёт, что Бен Уиллис действительно вернулся, чтобы закончить начатое, но её друзей убил Рэй — оба мужчины ведут противостояние друг с другом и пытаются убить Джули. В итоге, Рэй погибает, а Уиллис исчезает, оставляя возможность продолжить историю во втором сиквеле.
В феврале 1998 года стало известно, что Дэнни Кэннон снимет продолжение фильма «Я знаю, что вы сделали прошлым летом». Кевин Уильямссон, сценарист первого фильма, не смог вернуться к съёмкам сиквела из-за напряжённого рабочего графика, поэтому сценарий продолжения написал Трей Каллавэй. По словам исполнительницы главной роли Дженнифер Лав Хьюитт, события первого фильма «очень повлияли на Джули. Она боится любого маленького шума. Паранойя одолевает её всё больше. И продолжение играет на этом. В фильме гораздо больше крови». Продюсер Нил Мортиц считает, что в этом «смысл продолжения — сделать его лучше оригинала, страшнее. Вот что мы пытались сделать — напугать зрителей до чёртиков». В интервью в январе 2023 года Фредди Принц-младший рассказал об ужасном опыте работы с режиссёром предыдущей части, отметив, насколько уважительные и доверительные отношения были между ним и Кэнноном в сиквеле.

### Кастинг
19 марта 1998 года журнал «Variety» сообщил, что Дженнифер Лав Хьюитт и Фредди Принц-младший вернутся к своим ролям, а Мэттью Сеттл пополнил актёрский состав картины, а 13 апреля стало известно, что в фильме снимется Дженнифер Эспозито. Мьюз Уотсон вернулся к роли мстительного рыбака Бенджамина Уиллиса в сиквеле — до начала съёмок общих сцен у него состоялся разговор с расстроенной Брэнди Норвуд, которая невероятно боялась актёра.

### Съёмки
Хотя действие фильма происходит на Багамах, основные съёмки проходили на курорте в мексиканском штате Халиско. Хьюитт вспоминает, что иногда во время съёмок на неё накатывал страх — в тех местах водились скорпионы, которые часто падали с деревьев и кустарников. Также сцены снимали в окрестностях Лос-Анджелеса и на студии «Sony Pictures Studios» в калифорнийском Калвер-Сити. Во время съёмок одной из сцен на пляже Уотсон сломал большой палец на левой ноге.

## Саундтрек
Музыку к фильму написал композитор Джон Фриззелл. Альбом с песнями из фильма выпустил лейбл «Warner Bros. Records» 17 ноября 1998 года:
| №   | Название                               | Artist                           | Длительность |
| --- | -------------------------------------- | -------------------------------- | ------------ |
| 1.  | «Sugar Is Sweeter (Danny Saber Remix)» | CJ Bolland feat. Justin Warfield | 5:33         |
| 2.  | «How Do I Deal»                        | Jennifer Love Hewitt             | 3:23         |
| 3.  | «Relax»                                | Deetah                           | 3:49         |
| 4.  | «Hey Now Now»                          | Swirl 360                        | 4:09         |
| 5.  | «Blue Monday»                          | Orgy                             | 4:27         |
| 6.  | «Polite»                               | Bijou Phillip                    | 4:22         |
| 7.  | «Try To Say Goodbye»                   | Jory Eve                         | 3:37         |
| 8.  | «Testimony»                            | Grant Lee Buffalo                | 3:59         |
| 9.  | «(Do You) Wanna Ride»                  | Reel Tight                       | 3:33         |
| 10. | «Getting Scared»                       | Imogen Heap                      | 4:54         |
| 11. | «Gorecki»                              | Lamb                             | 6:30         |
| 12. | «Julie’s Theme»                        | John Frizzell                    | 2:52         |

19 января 1999 года вышел сингл Хьюитт «How Do I Deal» (музыкальное видео также начали транслировать на телеканалах) вместе с композицией «Try To Say Goodbye» в исполнении Джори Ив. Также в сцене в караоке Дженнифер Лав Хьюитт исполняет песню «I Will Survive» из репертуара Глории Гейнор — студийная версия в исполнении Хьюитт не издавалась. Кроме того, песня «Eden» группы Hooverphonic также звучала в фильме в сцене, когда Джули смотрит на фото Хелен — однако композиция не попала на официальный альбом.

## Релиз

### Продвижение
Студия выпустила тизер-трейлер, в котором зрители видят Джули на приёме у психотерапевта — женщина-врач пытается убедить девушку в том, что её страхи беспочвены; она подводит Джули к зеркалу и просить повторить за ней психолоигческие установки; после последней фразы «Мужчины с крюком в руке не существует…» сквозь зеркало на них бросается маньяк. Слоган картины: «Некоторые секреты будут преследовать вас вечно» (англ. Some Secrets Will Haunt You Forever). Издательство «Pocket Books» выпустило сценарий Трея Кэллоуэя (англ. Trey Callaway) в виде книги в мягкой обложке 1 декабря 1998 года.

### Кассовые сборы
После того, как первая часть стала неожиданным кассовым хитом, продюсер возлагали большие надежды на продолжение. В первые выходные сиквел собрал $16,5 миллионов по итогам показа в 2 443 кинотеатрах — фильм стартовал на 2-й строчке, но на следующей неделе опустился на 5-ю позицию; в конце проката после 15 недель в США фильм собрал $40 020 622 при бюджете $65 миллионов.

### Критика
На сайте «Rotten Tomatoes» рейтинг фильма составил 7 % на основе 57 отзывов со средней оценкой 3.4 из 10: «Скучный и предсказуемый, лишённый напряжений — именно такие фильмы ставят клеймо на сиквелах фильмов ужасов». На портале «Metacritic» набрал 21 балл из 100 на основе 19 «в основном отрицательных» отзывов критиков. Зрительская оценка на «CinemaScore» — «B» по шкале от «A+» до «F». В обзоре журнала «Variety» Леонард Клейди написал: «Очевидность событий разочарует многих, но без сомнения фильм даёт достаточно волнительных мгновений, чтобы порадовать молодую аудиторию».

### Премии
Картина получила несколько номинаций на премии и антипремии:
Награды
- 1998 — Stinkers Bad Movie Awards — «Худший сиквел»
- 1999 — Blockbuster Entertainment Award — «Лучшая актриса в фильме ужасов» (Дженнифер Лав Хьюитт)
- 1999 — Blockbuster Entertainment Award — «Лучший актёр второго плана в фильме ужасов» (Фредди Принц-младший)
- 1999 — Teen Choice Awards — «Лучшая актриса» (Дженнифер Лав Хьюитт)
- 1999 — Fangoria Chainsaw Awards — «Худший фильм»

Номинации
- 1999 — Blockbuster Entertainment Award — «Лучшая актриса в фильме ужасов» (Бренди Норвуд)
- 1999 — MTV Movie Award — «Самая многообещающая актриса» (Бренди Норвуд)
- 1999 — Teen Choice Awards — «Самая отвратительная сцена» (Дженнифер Лав Хьюитт)
- 1999 — Golden Trailer Awards — «Лучший ужастик/триллер»
- 1999 — ALMA Awards — «Лучшая мужская роль» (Фредди Принц-младший)
- 2000 — Csapnivalo Awards — «Лучший фильм ужасов»

### Выход на видео
28 сентября 1999 года « Sony Pictures» выпустила фильм на VHS. На DVD в США и Европе фильм выпустила с дополнительными материалами (в некоторые релизы включены фильмографии актёров) компания «Columbia Tristar Home Entertainment», а на Blu-Ray — «Sony Pictures Home Entertainment». В США фильм вышел 14 июля 2009 года — кроме трейлеров других картин в разделе дополнительных материалов на диске расположились видео с DVD-издания картины:
- Короткометражный фильм о съёмках (5:40)
- Музыкальный клип на песню «How Do I Deal» Дженнифер Лав Хьюитт (3:30)
- Кинотеатральный трейлер (2:06)

В России на VHS, DVD и Blu-Ray фильм выпустила компания «Видеосервис».

### Влияние
Фильм наряду с романом «Десять негритят» Агаты Кристи стал источником вдохновения специального эпизода «Хэллоуин» (2016) телесериала «Крик».

## Продолжения
В интервью «Entertainment Weekly» незадолго до выхода картины, актриса Дженнифер Лав Хьюитт рассказала, что готова сняться в третьей части: «Это не те фильмы, за которые получают „Оскар“, но сниматься в них чертовски весело». Как бы там ни было, 15 августа 2006 года сразу-на-видео вышла заключительная часть трилогии под названием «Я всегда буду знать, что вы сделали прошлым летом» — сюжетно картина не связана с первыми двумя частями, хотя долгое время ходили слухи о том, что триквел продолжит историю Джули и Рэя, но в итоги события второго фильма лишь вскользь упоминаются в третьей части.